# 小行星5632
小行星5632（英語：5632 Ingelehmann）是一颗围绕太阳公转的小行星。1993年4月15日，卡罗琳·舒梅克、尤金·舒梅克在帕洛马山发现了此天体。
这颗小行星的绝对星等为190.55793等。